# Ponta Helbronner
A Ponta Helbronner (em francês:  Pointe Helbronner) é um cume no Maciço do Monte Branco que culmina  a 3 462 m a dominar e na linha de separação de águas entre a Alta Saboia (FR) e o Vale de Aosta (IT).
O pico é assim chamado em homenagem a Paul Helbronner gedeosista e pai da cartografia alpina francesa.

## Características
Ponte de chegada do teleférico italiano do Monte Branco, o Teleférico da Ponte Helbronner que parte de Entrèves perto de Courmayeur, e da Telecabine Panorâmica do Monte Branco  que atravessa a Vallée Blanche e o Glacier du Géant a partir da Aiguille du Midi. É na sua penúltimo cimo que se encontra o Refúgio Torino.
A Ponta Helbronner, do qual se tem uma vista panorâmica sobre todo o Vale de Aosta e o Piemonte, é o ponto de partida para a descida em esqui do Glaciar do Gigante até Montenvers e Chamonix.
Este acidente geográfico faz parte da divisória de águas  entre o Mar Adriático e o Mar Mediterrâneo.